# Lepanus fossulatus
Lepanus fossulatus är en skalbaggsart som beskrevs av Renaud Maurice Adrien Paulian 1985. Lepanus fossulatus ingår i släktet Lepanus och familjen bladhorningar. Inga underarter finns listade i Catalogue of Life.